# Taenaris indra
Taenaris indra är en fjärilsart som beskrevs av Jean Baptiste Boisduval 1832. Taenaris indra ingår i släktet Taenaris och familjen praktfjärilar. Inga underarter finns listade i Catalogue of Life.